# Nos queda la música
Nos queda la música fue un programa musical de La Otra, la segunda cadena de televisión de Telemadrid, presentado por José Luis Casado. Se emitíó entre los años 2001 y 2013 los sábados y domingos por la mañana (programas nuevos) y de lunes a domingo de madrugada (reposiciones).
Era un programa musical que recorría, día a día, la historia del videoclip, entendido como una entidad artística independiente. El espacio ofrecía música de todos los tiempos, ahondando principalmente las décadas 80' y 90' denominadas la era del videoclip.
Cada programa de 30 minutos sin anuncios repasaba toda la trayectoria de los videoclips de un determinado grupo o cantante, en algunos casos eso llevaba a varios programas.En otras ocasiones, se hacían programas sobre un tema en concreto que compartían varios vídeos musicales o las canciones o grupos/cantantes que aparecían en los mismos. También hubo programas en los que los 30 minutos se dedicaban enteramente a emitir la grabación de algún concierto,y otros en los que era el propio grupo o cantante el que hablaba de su trayectoria entre un vídeo y otro.
José Luis Casado presentaba en la misma cadena Central de Sonidos, que en vez de ser un programa temático, repasaba la actualidad de los videoclips de todos los cantantes y grupos de actualidad, fuesen del estilo que fuesen y no centrándose solo en el pop y rock.Se emitió entre los años 2001 y 2013 los sábados y domingos por la mañana (programas nuevos) y de lunes a domingo de madrugada (reposiciones). El horario de ambos programas dependía en función de retransmisiones en directo y demás programación.
Ambos fueron cancelados tras el ERE producido en Radio Televisión Madrid a principios de 2013.
Actualmente se emite en La Otra de madrugada (reposiciones).
Estos dos programas también se ha emitido en otras cadenas de autonomías sin idioma autonómico pertenecientes a Federación de Organismos de Radio y Televisión Autonómicos o con derechos para emitir programas de la red FORTA.
En el blog de “Nos Queda La Música”, colgamos la agenda semanal de conciertos completa de pop-rock de Madrid capital. Y en el programa “Madrid Con Los Cinco Sentidos” hablamos de las actuaciones de cada noche. Es el magazine musicultural de M21 Radio, la radio del ayuntamiento de Madrid. Dos horas de música y cultura cada día entre las 16 y las 18 horas. Al frente, José Luis Casado. En el 88.6 de la FM y en http://www.m21radio.es  Y si no puedes oírlo en directo, luego colgamos el podcast: https://web.archive.org/web/20191112201513/https://www.m21radio.es/programas/madrid-con-los-cinco-sentidos Además hay entrevistas, propuestas de todo tipo, novedades y noticias musicales, recomendaciones, diálogos y unas cuantas secciones.